# Віла (Цюрих)
Віла (нім. Wila) — громада  в Швейцарії в кантоні Цюрих, округ Пфеффікон.

## Географія
Громада розташована на відстані близько 120 км на північний схід від Берна, 24 км на схід від Цюриха.
Віла має площу 9,2 км², з яких на 10% дозволяється будівництво (житлове та будівництво доріг), 37,1% використовуються в сільськогосподарських цілях, 49,8% зайнято лісами, 3,1% не є продуктивними (річки, льодовики або гори).

## Демографія
2019 року в громаді мешкало 1977 осіб (+2,2% порівняно з 2010 роком), іноземців було 14,5%. Густота населення становила 215 осіб/км².
За віковим діапазоном населення розподілялося таким чином: 20,2% — особи молодші 20 років, 60,9% — особи у віці 20—64 років, 18,9% — особи у віці 65 років та старші. Було 860 помешкань (у середньому 2,3 особи в помешканні).
Із загальної кількості 615 працюючих 48 було зайнятих в первинному секторі, 246 — в обробній промисловості, 321 — в галузі послуг.